# Norwood (Luisiana)
Norwood es una villa ubicada en la parroquia de East Feliciana en el estado estadounidense de Luisiana. En el Censo de 2010 tenía una población de 322 habitantes y una densidad poblacional de 30,38 personas por km².

## Geografía
Norwood se encuentra ubicada en las coordenadas 30°58′24″N 91°6′37″O / 30.97333, -91.11028. Según la Oficina del Censo de los Estados Unidos, Norwood tiene una superficie total de 10.6 km², de la cual 10.56 km² corresponden a tierra firme y (0.42%) 0.04 km² es agua.

## Demografía
Según el censo de 2010, había 322 personas residiendo en Norwood. La densidad de población era de 30,38 hab./km². De los 322 habitantes, Norwood estaba compuesto por el 78.57% blancos, el 21.12% eran afroamericanos, el 0% eran amerindios, el 0% eran asiáticos, el 0% eran isleños del Pacífico, el 0% eran de otras razas y el 0.31% pertenecían a dos o más razas. Del total de la población el 0.31% eran hispanos o latinos de cualquier raza.